# Chan Nak
Chan Nak (en khmer : ចាន់ ណាក, né le 27 mai 1891 à Phnom Penh et mort le 7 novembre 1954 à Paris 5e) est un homme politique cambodgien, premier ministre du Cambodge entre le 23 novembre 1953 et le 7 avril 1954.
Il a aussi été ministre de la justice (en 1945, 1945-1946 et 1950), de l'intérieur (en 1953-1954) et de l'information (en 1953-1954) et conduira, en août 1954, la délégation cambodgienne à une conférence à Paris qui instituera les relations entre la France et ses anciennes possessions de l'Indochine.